# العلامات والأعراض

علامات (مثل تضخم الكبد والطحال) وأعراض (مثل الصداع والقيء) لعدوى فيروس نقص المناعة البشرية الحادة

العلامات هي التي يتم ملاحظتها أو اكتشافها من الخارج وعادة ما تتم بواسطة الطبيب او غيره، أما الأعراض فهي التي يتم تجربتها بواسطة المريض لمرض أو إصابة أو حالة وتكون سبب لزيارته الطبيب. العلامات موضوعية ويمكن ملاحظتها خارجيًا؛ أما الأعراض فهي تجارب ذاتية يرويها الشخص. قد تكون إحدى العلامات على سبيل المثال ارتفاع أو انخفاض درجة الحرارة عن المعدل الطبيعي، أو ارتفاع ضغط الدم أو انخفاضه، أو ظهور خلل في الفحص الطبي . الأعراض هي شيء خارج عن المألوف يشعر به الفرد مثل الشعور بالحمى أو الصداع أو آلام أخرى في الجسم.

## العلامات والأعراض

### العلامات
العلامة الطبية مؤشر موضوعي يمكن ملاحظته ويدل على وجود مرض أو إصابة أو حالة طبية، ويمكن اكتشافها في أثناء الفحص السريري. قد تكون هذه العلامات مرئية، مثل الطفح الجلدي أو الكدمة، أو قابلة للكشف باستخدام أدوات طبية مثل السماعة الطبية أو جهاز قياس ضغط الدم. تساعد العلامات الطبية بالإضافة إلى الأعراض في الوصول إلى التشخيص. تشمل أمثلة العلامات تعجر أصابع اليدين أو القدمين أو تشوه المشية.

### الأعراض
العَرَض هو شيء يشعر به الشخص أو يختبره، مثل الألم أو الدوخة. العلامات والأعراض ليست متنافية؛ فمثلًا، يمكن اعتبار الشعور الذاتي بالحمى علامة إذا قيست درجة الحرارة وتبين أنها مرتفعة. تسرد مراكز السيطرة على الأمراض والوقاية منها العديد من الأمراض وفقًا لعلاماتها وأعراضها، مثل الحصبة التي تشمل ارتفاعًا شديدًا في درجة الحرارة والتهاب الملتحمة والسعال، يعقبها بعد عدة أيام ظهور الطفح الجلدي المميز للحصبة.

### العلامات والأعراض الأساسية
العلامات والأعراض الأساسية تكون شديدة التحديد، وقد تكون أحيانًا مميزة لمرض معين. قد تشير أيضًا إلى العلامة أو العَرَض الرئيسي لمرض ما. مثلًا، قد تشير ردود الفعل غير الطبيعية إلى وجود مشاكل في الجهاز العصبي. تُستخدم العلامات والأعراض أيضًا لوصف حالات فسيولوجية لا ترتبط بالضرورة بمرض، مثل علامات وأعراض الحمل، أو أعراض الجفاف. أحيانًا، قد يكون المرض موجودًا دون أن تظهر أي علامات أو أعراض، وفي هذه الحالة يُوصف بأنه «عديم الأعراض». قد يُكتشف الاضطراب عن طريق الفحوصات مثل الأشعة. قد تكون العدوى عديمة الأعراض ولكنها قابلة للانتقال إلى الآخرين.

### المتلازمة
غالبًا ما تكون العلامات والأعراض غير نوعية، لكن اجتماع بعضها قد يُشير إلى تشخيصات معينة، ما يساعد على تضييق نطاق الاحتمالات حول الأسباب الممكنة. يُطلق على مجموعة معينة من العلامات والأعراض المميزة التي قد ترتبط باضطراب ما اسم متلازمة.

## مصطلحات ذات صلة

### مترافق بأعراض (عرضي)
عندما يظهر المرض من خلال الأعراض، يُعرف بأنه عرضي. هناك العديد من الحالات، بما في ذلك العدوى تحت الإكلينيكية التي لا تظهر فيها أي أعراض، تُعرف بأنها عديمة الأعراض.
قد تكون العلامات والأعراض خفيفة أو شديدة، قصيرة الأمد أو طويلة الأمد. قد تخف الأعراض لفترة (الهدأة) ثم تعاود الظهور مرة أخرى (الانتكاس أو التفاقم)، ويُعرف ذلك باسم النوبة الحادة، والتي قد تترافق مع أعراض أكثر شدة.
يُستخدم مصطلح الشكوى الرئيسية أو «المشكلة المقدَّمة» لوصف السبب الأساسي الذي دفع الشخص لطلب المساعدة الطبية، وبعد توثيق ذلك بوضوح، يمكن أخذ تاريخ المرض الحالي. أما العَرَض الذي يؤدي إلى التشخيص النهائي فيُسمى العرض الرئيسي. قد تكون بعض الأعراض مُضللة نتيجة ما يُعرف بالألم الرجيع، إذ يظهر الألم في موقع مختلف عن مصدره الأصلي. مثلًا، قد يكون الألم في الكتف الأيمن ناتجًا عن التهاب في المرارة، وليس نتيجة شد عضلي كما يُعتقد.

### المرحلة البادرية
تمر العديد من الأمراض بمرحلة بادرية مبكرة، إذ تظهر بعض العلامات والأعراض التي قد تشير إلى وجود اضطراب ما قبل ظهور الأعراض النوعية لاحقًا. مثلًا، تمر الحصبة بمرحلة بادرية تتضمن سعالًا جافًا متكررًا وحمى وبقع كوبليك في الفم. يتميز الفصام بمرحلة بادرية واضحة، وكذلك الحال مع الخرف.

### أعراض غير نوعية
تكون بعض الأعراض نوعية، أي أنها ترتبط بحالة طبية واحدة ومحددة.
أما الأعراض غير النوعية، والتي تُعرف أحيانًا بالأعراض المبهمة أو غير الحاسمة، لا ترتبط بحالة معينة. تشمل هذه الأعراض فقدان الوزن غير المبرر والصداع والألم والتعب وفقدان الشهية والتعرق الليلي والتوعك. هناك مجموعة مكونة من ثلاثة أعراض غير نوعية –الحمى والتعرق الليلي وفقدان الوزن– عند حدوثها على مدى ستة أشهر، تُعرف باسم الأعراض من الصنف ب، وهي مرتبطة بمرض اللمفوما وتُشير إلى مآل سيئ.
تشمل الأنواع الفرعية الأخرى من الأعراض:
- الأعراض العامة أو البنيوية: وهي الأعراض التي تؤثر على الصحة العامة أو الجسم ككل، مثل الحمى.
- الأعراض المرافقة: وهي الأعراض التي تحدث بالإضافة إلى العرض الأساسي.
- الأعراض البادرية: وهي أولى الأعراض التي تُنذر بظهور مجموعة أكبر من المشكلات الصحية.
- الأعراض المتأخرة: وهي الأعراض التي تظهر بعد فترة من حدوث العامل المسبب.
- الأعراض الموضوعية: وهي الأعراض التي يمكن لمقدم الرعاية الصحية ملاحظتها وتأكيد وجودها.[12]

### العلامات الحيوية
العلامات الحيوية هي أربع علامات تُعطي قياسًا فوريًا لوظائف الجسم العامة وحالته الصحية. تشمل درجة الحرارة ومعدل ضربات القلب ومعدل التنفس وضغط الدم. تختلف القيم الطبيعية لهذه القياسات باختلاف العمر والوزن والجنس والحالة الصحية العامة.
طُور تطبيق رقمي للاستخدام في البيئات السريرية يقيس ثلاثًا من العلامات الحيوية (باستثناء درجة الحرارة) باستخدام الهاتف الذكي فقط، وقد تمت الموافقة عليه من قبل هيئة الخدمات الصحية الوطنية في إنجلترا. يُعرف هذا التطبيق باسم لايفلايت فيرست، وطُورت نسخة أخرى منه باسم لايفلايت هوم (اعتبارًا من عام 2020) لاستخدامها في مراقبة العلامات الحيوية في المنزل، وذلك باستخدام كاميرا الهاتف الذكي أو الجهاز اللوحي فقط. يمكن لهذا التطبيق أيضًا قياس درجة تشبع الأكسجين والرجفان الأذيني، ما يجعل استخدام أجهزة أخرى غير ضروري.

### المتلازمات
تشير العديد من الحالات المرضية إلى مجموعة من العلامات المعروفة، أو مزيج من العلامات والأعراض. قد تتكوّن هذه المجموعة من ثلاثة عناصر وتُعرف بالثالوث، أو أربعة عناصر وتُعرف بالرباعية، أو خمسة وتُعرف بالخماسية. أحد الأمثلة هو ثالوث ميلتزر، والذي يشمل الفرفرية (طفح جلدي) والألم المفصلي والألم العضلي، ويدل على حالة تُعرف باسم وجود الغلوبيولينات البردية في الدم. داء هنتغتون هو مرض تحلل عصبي يتميز بثالوث من الأعراض يشمل أعراض حركية ومعرفية ونفسية. تُعرف العديد من هذه المجموعات، التي قد تكون مميزة لمرض معين، باسم متلازمة. مثلًا، تتميز متلازمة نونان بمجموعة من السمات التشخيصية تشمل ملامح وجهية وهيكلية عضلية فريدة. قد يكون لبعض المتلازمات، مثل المتلازمة الكلوية، عدد من الأسباب الكامنة المختلفة، وترتبط جميعها بأمراض تؤثر على الكلى.

### الأعراض الإيجابية والسلبية
يمكن وصف الأعراض الحسية بأنها أعراض إيجابية أو سلبية، وذلك بناءً على ما إذا كان العرَض حاضرًا بشكل غير طبيعي، مثل الشعور بالتنميل أو الحكة (أعراض إيجابية)، أو غائبًا بشكل غير طبيعي، مثل فقدان حاسة الشم (أعراض سلبية). تُستخدم المصطلحات التالية للأعراض السلبية: نقص الحس، وهو فقدان جزئي للإحساس بالمحفزات المتوسطة مثل الضغط واللمس والدفء والبرودة؛ والخَدَر، وهو فقدان كامل للإحساس تجاه المحفزات الأقوى مثل الوخز بالإبرة؛ ونقص حس الألم، وهو فقدان الإحساس تجاه المحفزات المؤلمة.
تُصنَّف الأعراض إلى إيجابية وسلبية في بعض الاضطرابات النفسية مثل الفصام. تشمل الأعراض الإيجابية الأعراض التي تظهر في الاضطراب ولا تُعد جزءًا من التجربة الطبيعية لمعظم الناس، وتعكس زيادة أو تشوّهًا في الوظائف الطبيعية، ومن أمثلتها الهلاوس والوهام والسلوكيات الغريبة. تشمل الأعراض السلبية الوظائف الطبيعية التي تتناقص أو تختفي لدى المريض، مثل اللامبالاة وانعدام التلذذ.